# Позднякова Марія Михайлівна
Марі́я Миха́йлівна Позднякова (дошлюбне прізвище — Миколенко) (* 1994) — українська легкоатлетка.

## Життєпис
Представляє Донецьку область.
13 липня 2019 року естафетна четвірка у складі Марії Миколенко, Анастасії Голєнєвої, Катерини Климюк та Тетяни Мельник з результатом 3 хв 30,82 сек фінішувала першою.
У жовтні на 7-х Всесвітніх Іграх серед військовослужбовців в Китаї у бігу в естафеті на 4×400 м з результатом 3:33,68 с. разом з Анастасією Вікторівною, Анною Рижиковою та Катериною Климюк здобула бронзу.

## Державні нагороди
- Орден княгині Ольги III ст. (1 жовтня 2019) —За досягнення високих спортивних результатів на XXX Всесвітній літній Універсіаді у м. Неаполі (Італійська Республіка), виявлені самовідданість та волю до перемоги, піднесення міжнародного авторитету України [2]